# Пор
Пор, також цибу́ля пора, порей, пор, пір (Allium porrum) — трав'яниста дворічна рослина родини цибулевих. Цінна харчова культура.

## Опис
Коренева система потужна і складається з несправжньої цибулини і численних коренів. «Цибулина» завдовжки 10-12 см, завширшки 2-8 см, біла, поступово переходить у ясно-зелене несправжнє стебло заввишки до 80 см. Листки лінійно-ланцетні, завдовжки 40-60 см, розташовані віялом; чохол з довгим носиком.
Квітконос заввишки до 2 м формується лише на другий рік розвитку. Суцвіття — великий, кулястий зонтик, на початку розвитку огорнений суцільним покривалом. Квітки дрібні, оцвітина білувата, рідше — рожева, з шорсткуватими листочками. Нитки тичинок довші за оцвітину, внутрішні трироздільні. Насіння тригранне, зморшкувати, схоже на насіння інших видів цибулі.

## Хімічний склад
Рослина відрізняється високим вмістом солей калію, кальцію, заліза, фосфору, сірки, магнію. У рослині міститься ефірна олія, до складу якої входять сірка, білкові речовини, вітаміни — аскорбінова і нікотинова кислоти, тіамін, рибофлавін, каротин. Містить 40 мг% аскорбінової кислоти, 2 мг% каротину, 6 % цукру. На 2-3-й рік галузиться, утворюючи на підземному пагоні до 40 гілок. Пора має цінну властивість, якої не мають жодні інші овочеві культури: при зберіганні кількість аскорбінової кислоти у вибіленій частині підвищується більш, ніж в півтора рази.

## Екологія та поширення
Квітне у період з червня по липень. Стебла дозрівають у серпні — вересні. Запилення перехресне. Насіння має 3 грані, зморшкувате, зовні нагадує насіння цибулі. Зберігаються до 2-4 років.
Батьківщина — Передня Азія, звідки цей вид цибулі потрапив до Середземномор'я, на території якого і зараз зустрічається його дикоросла форма — цибуля виноградна (Allium ampeloprasum). Культурний же різновид, ймовірно, розвинувся з нього давно, оскільки у Стародавньому Єгипті цибуля вже була однією з найважливіших овочевих культур. Пора була відома в античні часи в Греції та Римі. В середні віки її культивували вже по всій Європі.
Вирощується по всьому світі — у Європі, в середземноморських країнах, в Північній Америці. Найбільшу його кількість вирощує Західна Європа, в першу чергу Франція. В Україні пору вирощують по всій території.

## Застосування
Пор — холодостійка культура. Дорослі рослини при їх підгортанні та утепленні торфом або тирсою зимують в умовах середньої смуги, особливо у сніжні зими. Вимоглива до вологи, віддає перевагу суглинним, високогумусним заплавним ґрунтам. Важкі глинясті та легкі піщані ґрунти, а також занадто вологі та кислі для порею непридатні. Розмножується насінням. У центральних і північних районах використовують розсадний метод. У південних районах переважна безрозсадна культура (висів насіння у відкритий ґрунт).
Районують 2 сорти пори — Карантанський та Сизокрил. Застосовують також сорти і гібриди нідерландської селекції. Найнебезпечніший шкідник — цибулева муха.
У їжу використовують потовщене стебло і листя у свіжому, сушеному і тушкованому вигляді.
Пора позитивно впливає на діяльність печінки, корисний при захворюванні на ревматизм і подагру.

### Вирощування
Росте на чорноземних, дерново-підзолистих, досить зволожених ґрунтах. Для зимового використання її викопують восени і зберігають у підвалі, встановлюючи рослини впритул і присипаючи піском. У таких умова пора добре зберігає товарні якості і продовжує накопичувати вітамін С. Рослини, що залишилися в ґрунті добре перезимовують і рано навесні починають рости. Їх викопують у міру потреби.
Розмножують цибулю-пору розсадним і безрозсадним способами. Розсаду (60-денну) висаджують в ґрунт в квітні з міжряддями 60, відстанями в ряді 12-15 см. Насіння висівають навесні і влітку з такою ж шириною міжрядь. Після проривки рослини в ряду залишають на відстані 10-12 см. Обов'язковим агротехнічним заходом є підгортання рослин для отримання щільних вибілених стебел. У перший рік культури урожай збирають у серпні — вересні, а в наступний — в травні — червні.
Урожайність становить 6,5-8 кг з 1 м². Найкращими є сорти Карантанський і Болгарський.

## Галерея

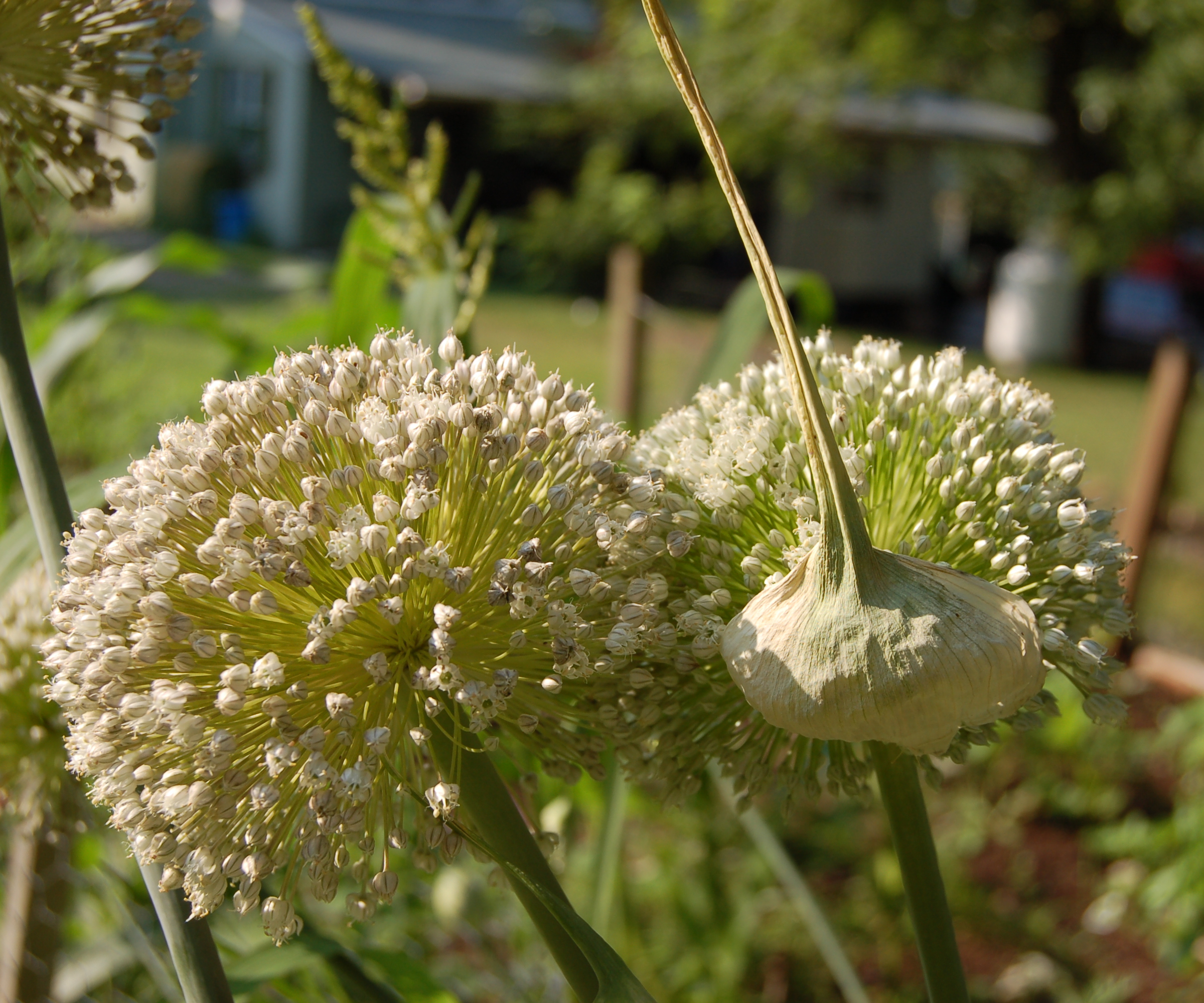
Суцвіття-зонтики
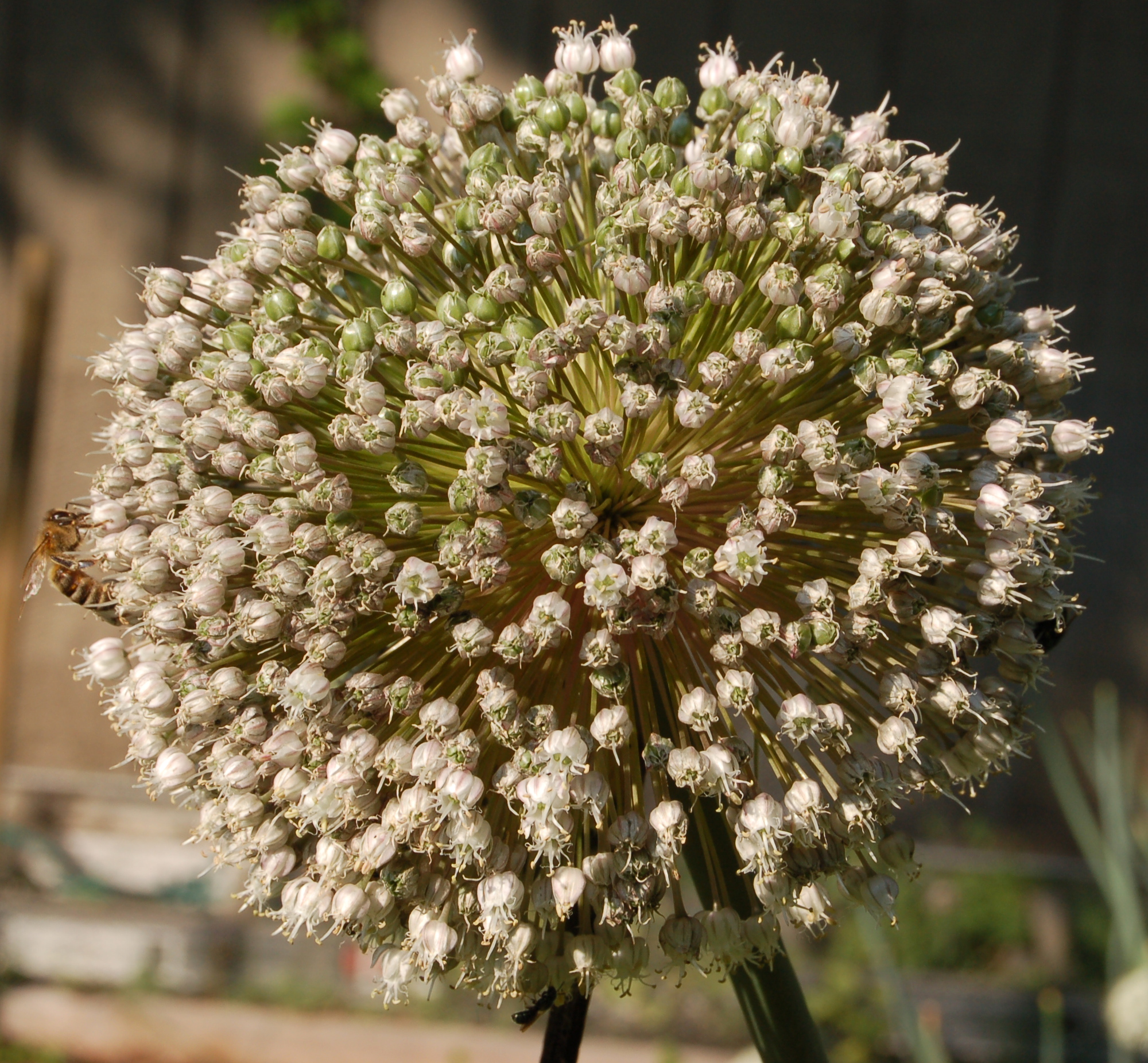
Значною мірою на суцвітті видно розкриті квіти, а також утворення коробочок з насінням.
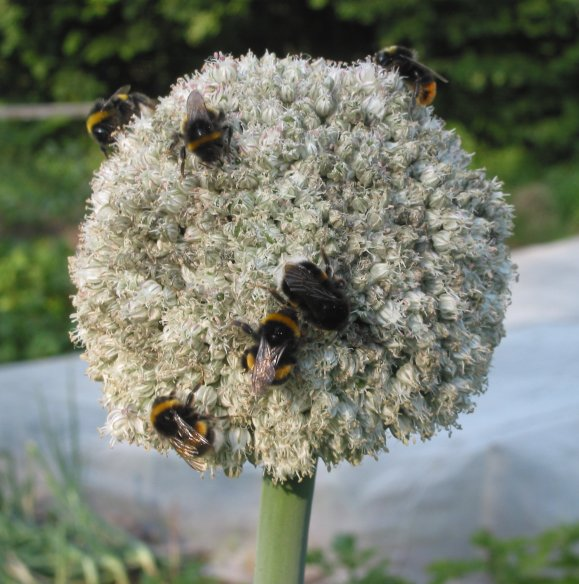
Суцвіття пору при запиленні джмелями
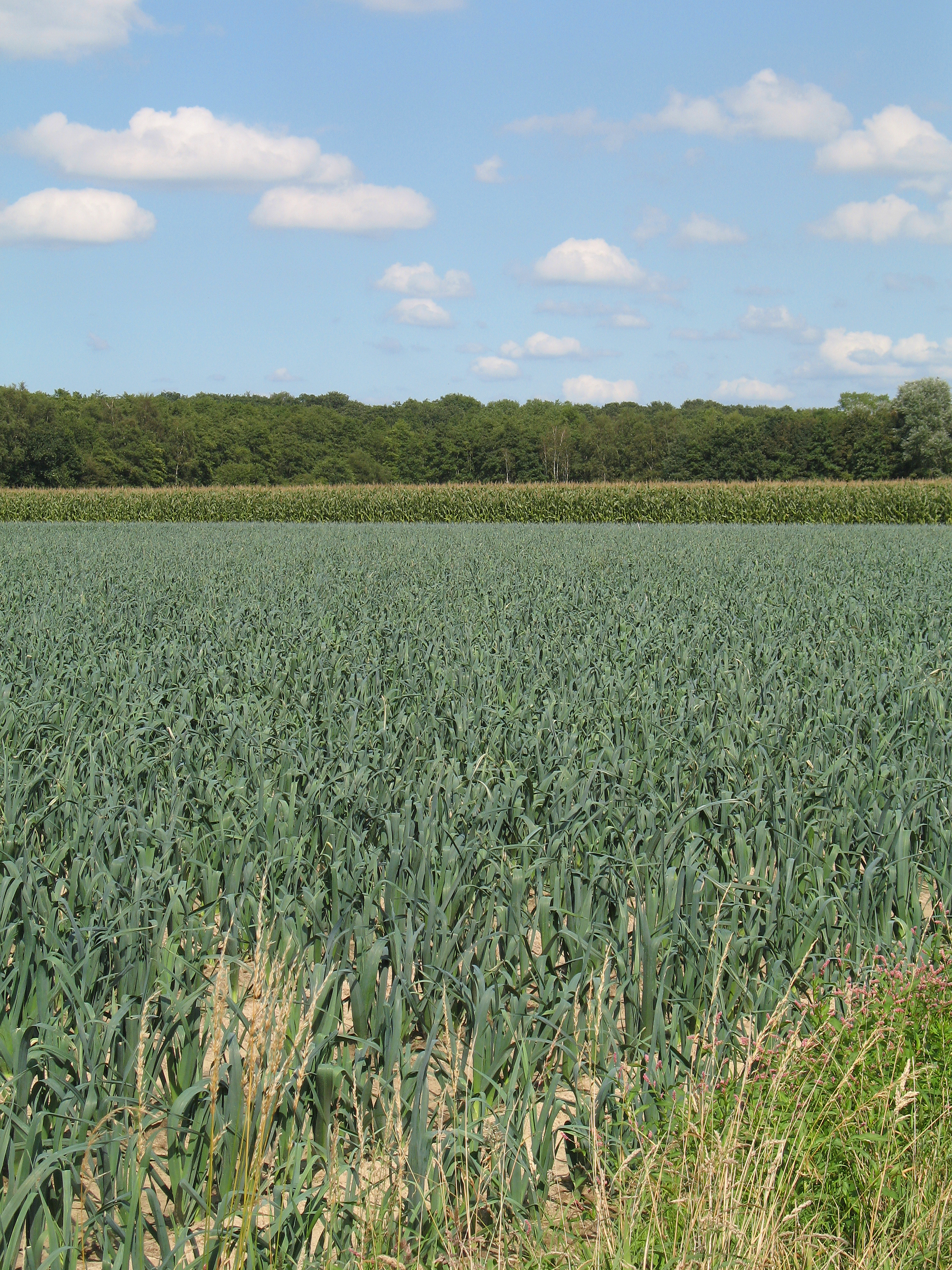
Поле пору в Houthulst, Бельгія
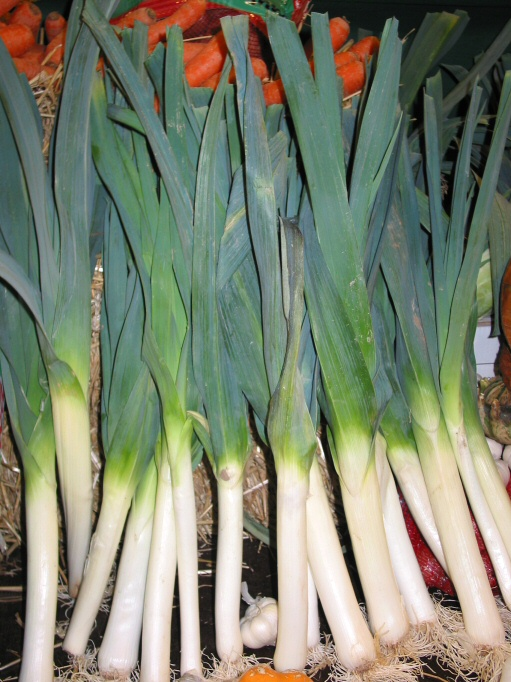
Комерційна пропозиція пору на ринку